# Metopodicha longicornis
Metopodicha longicornis là một loài bướm đêm trong họ Noctuidae.